# Evangelische Kirche (Gülchsheim)

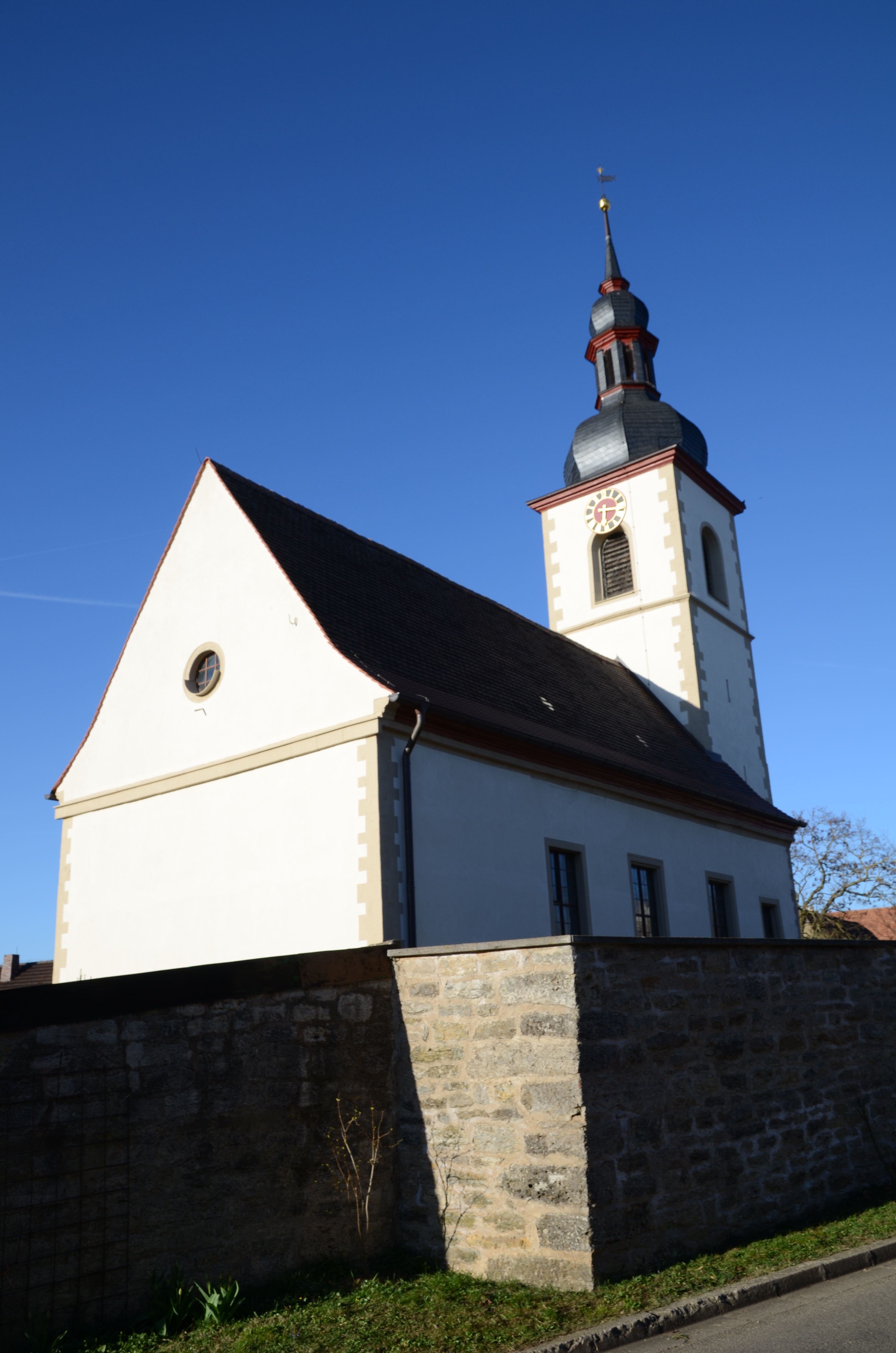
Evangelische Kirche (Gülchsheim)

Die evangelische, denkmalgeschützte Filialkirche steht in Gülchsheim, einem Gemeindeteil der Gemeinde Hemmersheim im Landkreis Neustadt an der Aisch-Bad Windsheim (Mittelfranken, Bayern). Das Bauwerk ist unter der Denkmalnummer D-5-75-130-14 als Baudenkmal in der Bayerischen Denkmalliste eingetragen. Die Filialkirche gehört zur Pfarrei Aub-Gülchsheim im Evangelisch-Lutherischen Dekanat Uffenheim im Kirchenkreis Ansbach-Würzburg der Evangelisch-Lutherischen Kirche in Bayern.

## Beschreibung
Der im Kern mittelalterliche, mit Ecksteinen versehene Chorturm aus verputzten Bruchsteinen wurde seit dem 16. Jahrhundert mehrfach verändert. Sein oberstes Geschoss oberhalb eines Gesimses, das die Turmuhr und den Glockenstuhl mit drei Kirchenglocken beherbergt, und die darauf sitzende schiefergedeckte Welsche Haube erhielt er 1754/55. Das nach Westen errichtete Langhaus ist mit einem Satteldach bedeckt. Der Giebel im Westen wurde 1835 erneuert. Die Sakristei an der Nordwand des Chorturms wurde erst im 19. Jahrhundert angebaut. Der Innenraum des Chors, d. h. das Erdgeschoss des Chorturms, ist längs mit einem Tonnengewölbe überspannt, der des Langhauses mit einer Flachdecke aus Brettern, die von Unterzügen getragen wird. Das Langhaus hat Emporen auf den Längsseiten. Zur Kirchenausstattung gehören ein Altarkreuz aus dem 17. Jahrhundert und eine mit intarsierten Arabesken geschmückte Kanzel.